# Johan Delmulle (politicus)
Johan Delmulle is een Vlaamse politicus en advocaat. Hij was van 1995 tot juli 2007 burgemeester van Wortegem-Petegem. Later werd hij ereburgemeester. Hij werd voorzitter van de begin 2011 opgerichte N-VA-afdeling Wortegem-Petegem.